# أتيورييفو (موردوفيا)
أتيورييفو (بالروسية: Атюрьево) هي مدينة في مقاطعة موردوفيا في روسيا. يبلغ عدد سكانها حوالي 4491 نسمة.